# Pissodogryllacris
Pissodogryllacris is een geslacht van rechtvleugeligen uit de familie Gryllacrididae. De wetenschappelijke naam van dit geslacht is voor het eerst geldig gepubliceerd in 1937 door Karny.

## Soorten
Het geslacht Pissodogryllacris omvat de volgende soorten:
- Pissodogryllacris bedoti Griffini, 1909
- Pissodogryllacris mannae Griffini, 1909
- Pissodogryllacris nossibiana Brancsik, 1896
- Pissodogryllacris picea Brunner von Wattenwyl, 1888
- Pissodogryllacris saussurei Griffini, 1911
- Pissodogryllacris silvestrii Griffini, 1911